# A magyar labdarúgó-válogatott 2014. október 11-i mérkőzése
A magyar labdarúgó-válogatott Európa-bajnoki selejtező mérkőzése Románia ellen, 2014. október 11-én. A találkozó végeredménye 1–1-es döntetlen lett, ezzel a magyar csapat 1981 óta először szerzett pontot Romániában.

## A mérkőzés
| 2014. október 11. 18:00 (CEST) |

| Románia                                                            | 1 – 1               | Magyarország                                                                              |
| ------------------------------------------------------------------ | ------------------- | ----------------------------------------------------------------------------------------- |
| Rusescu 45' Hoban 19' Gardoș 31' Grigore 80' Chipciu 90' Raț 90+1' | (1 – 0) Jegyzőkönyv | Dzsudzsák 82' Gera 26' Varga 51' Juhász 68' Elek 75' Király 86' Korcsmár 90' Tőzsér 90+1' |

| Nemzeti Stadion, Bukarest Nézőszám: 55 000 Játékvezető: William Collum (skót) |

## Statisztika
| Románia |                   | Magyarország |
| ------- | ----------------- | ------------ |
| 1       | Gólok             | 1            |
| 6       | Összes lövés      | 5            |
| 2       | Kapura lövések    | 2            |
| 33,33%  | Lövéspontosság    | 40%          |
| 4       | Szögletek         | 4            |
| 17      | Szabálytalanságok | 15           |
| 5       | Sárga lapok       | 7            |
| 0       | Piros lapok       | 0            |

## Örökmérleg a mérkőzés után
| Magyarország |           | Románia |
| ------------ | --------- | ------- |
| 11           | Győzelem  | 6       |
| 7            | Döntetlen | 7       |
| 48           | Gólok     | 29      |
| 40/72        | Pontok    | 25/72   |
| 55,55%       | %         | 34,72%  |

### Összes mérkőzés
Győzelem
      Döntetlen
      Vereség
| No.        | Dátum         | Helyszín                        | Nézőszám          | Mérkőzés           | Eredmény                       | Gólszerző(k)                                                                      |
| ---------- | ------------- | ------------------------------- | ----------------- | ------------------ | ------------------------------ | --------------------------------------------------------------------------------- |
| 1. (196.)  | 1936. 10. 04. | Bukarest                        | 35 000            | barátságos         | Románia–Magyarország 1–2 (1–0) | Bindea 22' és Lázár 65', Toldi 83'                                                |
| 2. (224.)  | 1939. 10. 22. | Bukarest                        | 32 000            | barátságos         | Románia–Magyarország 1–1 (0–0) | Spielmann 78' és Tóth Mátyás 76'                                                  |
| 3. (229.)  | 1940. 05. 19. | Budapest, Üllői út              | 20 000            | barátságos         | Magyarország–Románia 2–0 (0–0) | Sárosi 73', Gyetvai 75'                                                           |
| 4. (247.)  | 1945. 09. 30. | Budapest, Üllői út              | 35 000            | barátságos         | Magyarország–Románia 7–2 (5–2) | Hidegkuti 8' 86', Puskás 15' 66', Zsengellér 25', Rudas 32' (11-esből), Nyers 39' |
| 5. (257.)  | 1947. 10. 12. | Bukarest                        | 35 000            | Balkán-bajnokság   | Románia–Magyarország 0–3 (0–2) | Egresi 21', Puskás 35' 74'                                                        |
| 6. (262.)  | 1948. 06. 06. | Újpest, Megyeri út              | 45 000            | Balkán-bajnokság   | Magyarország–Románia 9–0 (2–0) | Mészáros 30' 46', Egresi 43' 60' 71', Puskás 57' 87', Kocsis 66' 84'              |
| 7. (265.)  | 1948. 10. 24. | Bukarest                        | 48 000            | Balkán-bajnokság   | Románia–Magyarország 1–5 (0–1) | Perényi-Pecsovszky 77' és Puskás 44' 63' 84', Deák 50' 68'                        |
| 8. (289.)  | 1952. 07. 15. | Turku                           | 14 000            | Olimpiai-selejtező | Magyarország–Románia 2–1 (1–0) | Czibor 22', Kocsis 73' és Suru 86'                                                |
| 9. (312.)  | 1954. 09. 19. | Budapest, Népstadion            | 93 000            | barátságos         | Magyarország–Románia 5–1 (3–1) | Kocsis 20' 35', Hidegkuti, 44' 53', Budai II 68' és Ozon 24'                      |
| 10. (358.) | 1958. 10. 26. | Bukarest                        | 100 000           | barátságos         | Románia–Magyarország 1–2 (1–0) | Dinulescu 30' és Vasas 72', Tichy 78'                                             |
| 11. (466.) | 1972. 04. 29. | Budapest, Népstadion            | 68 585            | Eb-negyeddöntő     | Magyarország–Románia 1–1 (1–0) | Branikovits 10' és Szatmári 55'                                                   |
| 12. (468.) | 1972. 05. 14. | Bukarest                        | 75 000            | Eb-negyeddöntő     | Románia–Magyarország 2–2 (1–2) | Dobrin 14', Neagu 81' és Szőke 5', Kocsis 36'                                     |
| 13. (469.) | 1972. 05. 17. | Belgrád                         | 55 000            | Eb-negyeddöntő     | Magyarország–Románia 2–1 (1–1) | Kocsis 26', Szőke 87' és Neagu 33'                                                |
| 14. (555.) | 1981. 05. 13. | Budapest, Népstadion            | 62 000            | vb-selejtező       | Magyarország–Románia 1–0 (1–0) | Fazekas 18'                                                                       |
| 15. (558.) | 1981. 09. 23. | Bukarest                        | 75 000            | vb-selejtező       | Románia–Magyarország 0–0       |                                                                                   |
| 16. (727.) | 1998. 10. 14. | Budapest, Népstadion            | 30 000            | Eb-selejtező       | Magyarország–Románia 1–1 (0–0) | Hrutka 83' és Dinu 50'                                                            |
| 17. (733.) | 1999. 06. 05. | Bukarest                        | 25 000            | Eb-selejtező       | Románia–Magyarország 2–0 (2–0) | Ilie 2', Munteanu 15'                                                             |
| 18. (752.) | 2001. 06. 02. | Bukarest                        | 20 526            | vb-selejtező       | Románia–Magyarország 2–0 (1–0) | Niculae 5' 53'                                                                    |
| 19. (756.) | 2001. 09. 05. | Budapest, Népstadion            | 6 000             | vb-selejtező       | Magyarország–Románia 0–2 (0–2) | Ilie 11', Niculae 27'                                                             |
| 20. (781.) | 2004. 02. 21. | Nicosia                         | 1 200             | barátságos         | Magyarország–Románia 0–3 (0–1) | Mihut 11', Dănciulescu 89', Caramarin 90+2'                                       |
| 21. (841.) | 2009. 08. 12. | Budapest, Puskás Ferenc Stadion | 14 000            | barátságos         | Magyarország–Románia 0–1 (0–1) | Ghioane 42'                                                                       |
| 22. (877.) | 2013. 03. 22. | Budapest, Puskás Ferenc Stadion | zárt kapuk mögött | vb-selejtező       | Magyarország–Románia 2–2 (1–0) | Vanczák 16', Dzsudzsák 71' (11-esből) és Mutu 68' (11-esből), Chipciu 90+2'       |
| 23. (881.) | 2013. 09. 06. | Bukarest, Arena Națională       | 41 405            | vb-selejtező       | Románia–Magyarország 3–0 (2–0) | Marica 2', Pintilii 31', Tănase 88'                                               |
| 24. (890.) | 2014. 10. 11. | Bukarest, Arena Națională       | 54 000            | Eb-selejtező       | Románia–Magyarország 1–1 (1–0) | Rusescu 45' és Dzsudzsák 82'                                                      |
| 25. (897.) | 2015. 09. 04. | Budapest, Groupama Aréna        | 22 060            | Eb-selejtező       | Magyarország–Románia 0–0       |                                                                                   |

Magyar gólszerzők sorrendje, szerzett találatok szerint rendezve: Puskás (9 gól), Kocsis Sándor (5 gól), Egresi, Hidegkuti (4-4 gól), Mészáros, Deák, Szőke, Kocsis Lajos, Dzsudzsák (2-2 gól), Lázár, Toldi, Tóth Mátyás, Sárosi, Gyetvai, Zsengellér, Rudas, Nyers, Perényi-Pecsovszky, Czibor, Budai II, Vasas, Tichy, Branikovits, Fazekas, Hrutka, Vanczák (1-1 gól)